# Milice acadienne
La milice acadienne était présente dès les débuts de la colonie d'Acadie, mais elle s'est accentuée après la Déportation des Acadiens. Les Acadiens ont formé des milices pour contrer la menace britannique. Ils étaient une vingtaine d'officiers qui commandaient à environ 200 à 300 Acadiens par milice. Toutes les personnes qui pouvaient tenir un mousquet et tirer assez justement étaient sollicitées. Ces Acadiens rebelles sont aussi devenus des corsaires: il y a eu des lettres de Vaudreuil (commandant de troupes en Nouvelle-France) pour faire des courses en mer. Ils attaquaient les petits bateaux britanniques qui passaient au large de la Baie-des-Chaleurs.

## Milice acadienne sous le Régime français
Au début de la colonisation française en Amérique, la Nouvelle-France dut faire face à la menace incarnée par les colonies anglaises, particulièrement près de Port-Royal et Grand-Pré.  Dans ce contexte, la dépendance de la Nouvelle-France vis-à-vis des soldats de la métropole, dont le nombre était insuffisant et la venue irrégulière, rendait nécessaire de former un groupe de défense armée formé localement, à l'aide des habitants de la colonie.  
Établie de facto en 1649, la milice acadienne est officiellement instituée en Nouvelle-France par Louis XIV en 1669. Tout habitant âgé entre 16 et 60 ans avait l'obligation de faire son service militaire. On comptait au moins une compagnie de milice pour chaque paroisse, chacune comptant de 50 à 80 hommes. Chaque compagnie était dirigée par un capitaine de milice assisté d'un lieutenant et d'un enseigne. Des sous-officiers viennent généralement compléter les rangs. Les officiers de milice sont normalement élus par cooptation. Le choix est ensuite entériné par le gouverneur. Le capitaine de milice se distinguait par le fait qu'il portait un hausse-col doré et une épée. Outre ses fonctions militaires, le capitaine de milice pouvait aussi, à l'occasion, jouer le rôle d'auxiliaire de justice en réglant de petits litiges et il voyait à l'entretien de la voirie.  Durant la guerre de la Conquête, il s'occupe également de délivrer des billets aux soldats français pour qu'ils puissent loger chez les habitants de la paroisse. Il détenait aussi du gouverneur de la Nouvelle-France le pouvoir d'appliquer les directives des autorités centrales.  
En Nouvelle-France, le capitaine de milice est généralement un des principaux habitants de la paroisse. Il détient plus de biens mobiliers et immobiliers que le paysan moyen.  
En temps de paix, les membres des compagnies de milice s'entraînaient une fois par mois, les dimanches et les jours fériés. Ils devaient alors se procurer une arme par eux-mêmes. En temps de guerre toutefois, des armes étaient prêtées pour la durée du conflit à ceux qui n'en possédaient point. Les compagnies de milice ont emprunté plusieurs de leurs habitudes aux peuples amérindiens. N'ayant pas d'uniforme fourni, ils portaient une ceinture fléchée aux hanches et des raquettes aux pieds. Excellant à la guerre d'escarmouche en forêt, contrairement aux soldats français habitués au combat ordonné, ils sont reconnus pour leur courage et leur audace par les autorités de la colonie.

## Milice acadienne durant laguerre de Sept Ans
La milice acadienne fut présente lors du Siège de Louisbourg (1745) et du Siège de Louisbourg (1758). Près de 200 miliciens acadiens participèrent à la bataille de Louisbourg en 1758.
Il fut aussi présent lors de la guerre de Sept Ans, surtout à la Bataille des Plaines d'Abraham. Une plaque commémorative en hommage aux quelque 200 miliciens canadiens et acadiens qui ont, au sacrifice de leur vie, permis à l'armée française de se retirer et de rejoindre en sécurité son campement de Beauport à la suite de la bataille des Plaines d’Abraham le 13 septembre 1759.
Cette plaque est une réalisation conjointe de la Ville de Québec et de la Commission de la capitale nationale du Québec. Elle est située sur la rue Saint-Vallier Est, sur le mur du belvédère du jardin de Saint-Roch.
Elle a été dévoilée le 15 août 1997
Le texte de la plaque commémorative se lit ainsi :
HONNEUR AUX MILICIENS DE 1759
Le 13 septembre 1759, une heure à peine après la bataille des
Plaines d'Abraham, regroupés en ce lieu autour d'une
boulangerie, 200 miliciens canadiens et acadiens affrontèrent,
de leur propre initiative et pour faire diversion, quelque
800 soldats de l'armée de Wolfe.
Ils y laissèrent leur vie, au terme d'un combat acharné, mais
permirent à ce qui restait de l'armée française de traverser
le pont enjambant la rivière Saint-Charles et de regagner
son campement en toute sécurité.
Un an plus tard, en 1760, les troupes françaises remportaient
la bataille de Sainte-Foy.